# يانغ بو
يانغ بو (بالصينية: 杨璞) (هانغل: 양푸) (مواليد 30 مارس 1978) هو لاعب كرة قدم صيني يحمل الجنسية الكورية الشمالية. سبق له أن لعب في كأس العالم لكرة القدم مع منتخب بلاده.

## روابط خارجية
- يانغ بو على موقع قاعدة بيانات كرة القدم.إي يو (الإنجليزية)
- يانغ بو على موقع بيانات كرة القدم. دي إي (الألمانية)
- يانغ بو على موقع ناشيونال فوتبول تيمز (الإنجليزية)